# Zeitreise
Zeitreise é o terceiro álbum de coletânea da banda alemã Unheilig. Foi lançado no dia 11 de novembro de 2010.
O Álbum foi lançado e vendido durante a Jubiläumstournee, que comemorou os 10 anos da banda. 

## Lista de Faixas
A faixa 1 é exclusiva deste álbum.
| N.º            | Título                                    | Duração |  |
| 1.             | "Werdegang" (Zeitdokument)                | 2:56    |  |
| 2.             | "Sage ja!" (Clubmix)                      | 6:58    |  |
| 3.             | "Komm Zu Mir!" (Radio Edit)               | 3:13    |  |
| 4.             | "Willenlos" (Schwarze Witwe Remix)        | 3:19    |  |
| 5.             | "Schutzengel" (Orchester Version)         | 5:12    |  |
| 6.             | "Maschine" (Club Edit)                    | 4:12    |  |
| 7.             | "Freiheit" (Radio Edit)                   | 3:53    |  |
| 8.             | "Sieh in mein Gesicht" (Extended Version) | 5:18    |  |
| 9.             | "Ich will alles" (Club Version)           | 5:22    |  |
| 10.            | "Astronaut" (Orchester Version)           | 5:08    |  |
| 11.            | "Mein Stern" (Piano Version)              | 4:31    |  |
| 12.            | "Spiegelbild" (Extended Version)          | 7:02    |  |
| 13.            | "An deiner Seite" (Orchester Version)     | 6:12    |  |
| 14.            | "Goldene Zeiten" (Clubmix)                | 4:57    |  |
| Duração total: | Duração total:                            | 1:08:05 |  |

## Créditos
- Der Graf - Vocais/Instrumentação/Composição/Letras
- Christoph "Licky" Termühlen - Guitarra
- Henning Verlage - Teclados/Programação/Produção